# آك (موسيقى)
آك هي نوع من موسيقى البلاط الملكي الكوري. استمدت هذه الموسيقى من موسيقى يايوي الصينية. تُعرف هذه الموسيقى باسم «الموسيقى الأنيقة» عكس باقي الموسيقى الكورية التقليدية. بدأ استخدام هذه الموسيقى في «احتفال جيري» في ضريح جونغميو، ثم استخدمت لأغراض أخرى لاحقاً لمدح الملك الحالي.